# 졸업앨범

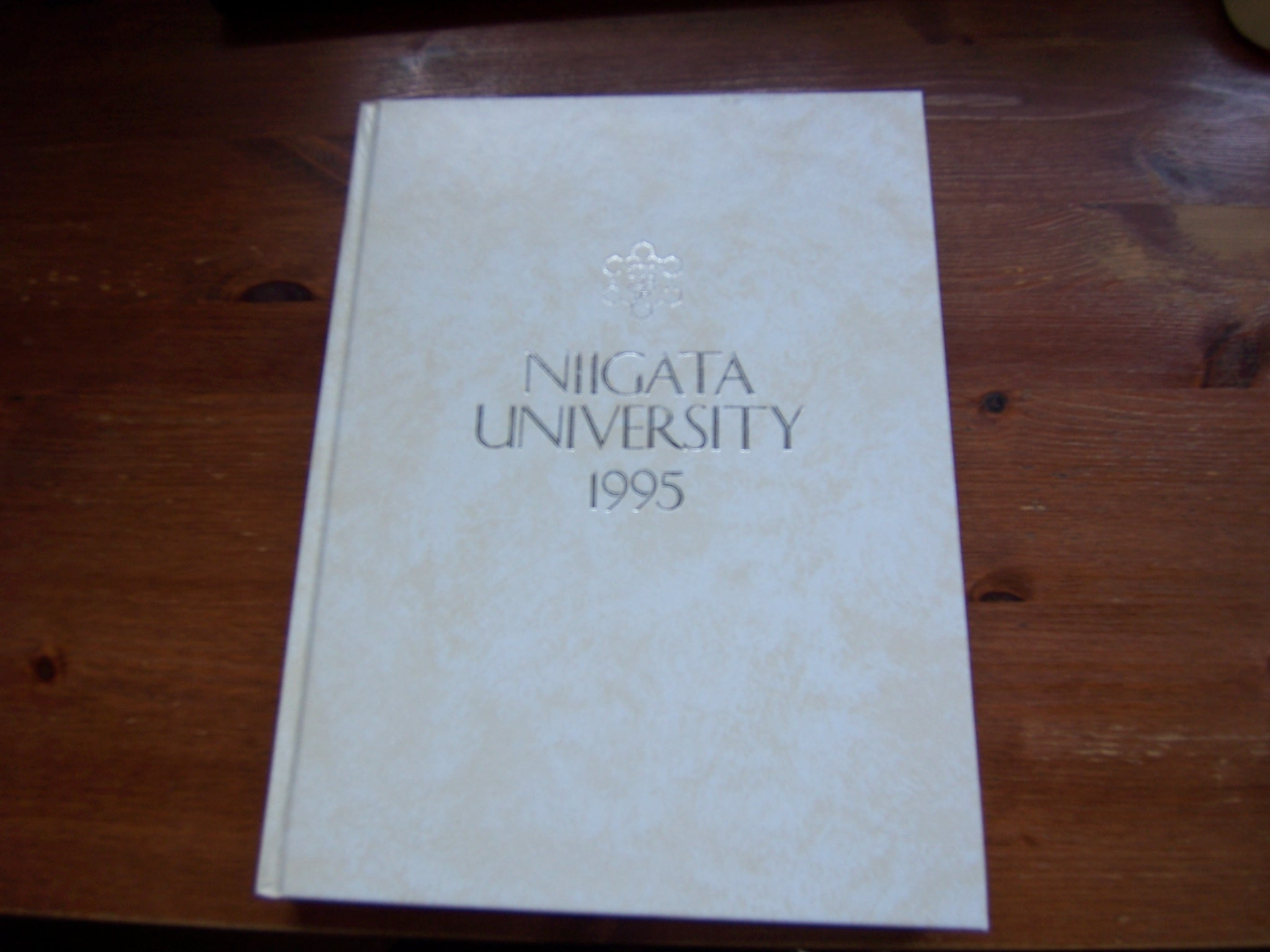

졸업앨범은 학교의 졸업생들에게 졸업 후 학생 때의 추억을 회상하라는 목적으로 만든 졸업생들에게 배포되는 앨범이다. 초등학교에서 대학교까지 만들어지고있다. 학교도 학생의 재학한 사실을 증명하기 위한 자료로 보관한다. 앨범의 성격상 개인의 얼굴 사진이나 정보 등 개인 정보가 많이 올라온다는 특징이 있다.
미국 학교에서는 따로 졸업생만을 대상으로 하는 졸업앨범이 없고 Year Book을 통해 매년 학교 교직원과 학생들의 사진을 담은 앨범을 만든다.

## 편집 구성
- 교직원 소개, 교직원들의 얼굴 사진
- 졸업생의 얼굴 사진
- 동아리, 학생회 등의 단체 사진
- 수학여행이나 축제, 운동회 등 학교 행사의 광경
- 학교 및 체육관 등의 사진
- 졸업 연도 및 입학 연도 당시의 뉴스
- 교직원, 졸업생들의 졸업 시점의 연락처 (요즘은 개인 정보 차원에서 게재하지 않는 경우가 많다.)

## 문제점
- 졸업생을 대상으로 하였기 때문에, 중간에 전출한 학생은 사용할 수 없는 경우가 많다.
- 개인의 정보를 유출하려고하는 경우도 많다.

## 같이 보기
- 연속 간행물